# Ceanothus sanguineus
Ceanothus sanguineus là một loài thực vật có hoa trong họ Táo. Loài này được Pursh mô tả khoa học đầu tiên năm 1813.

## Hình ảnh

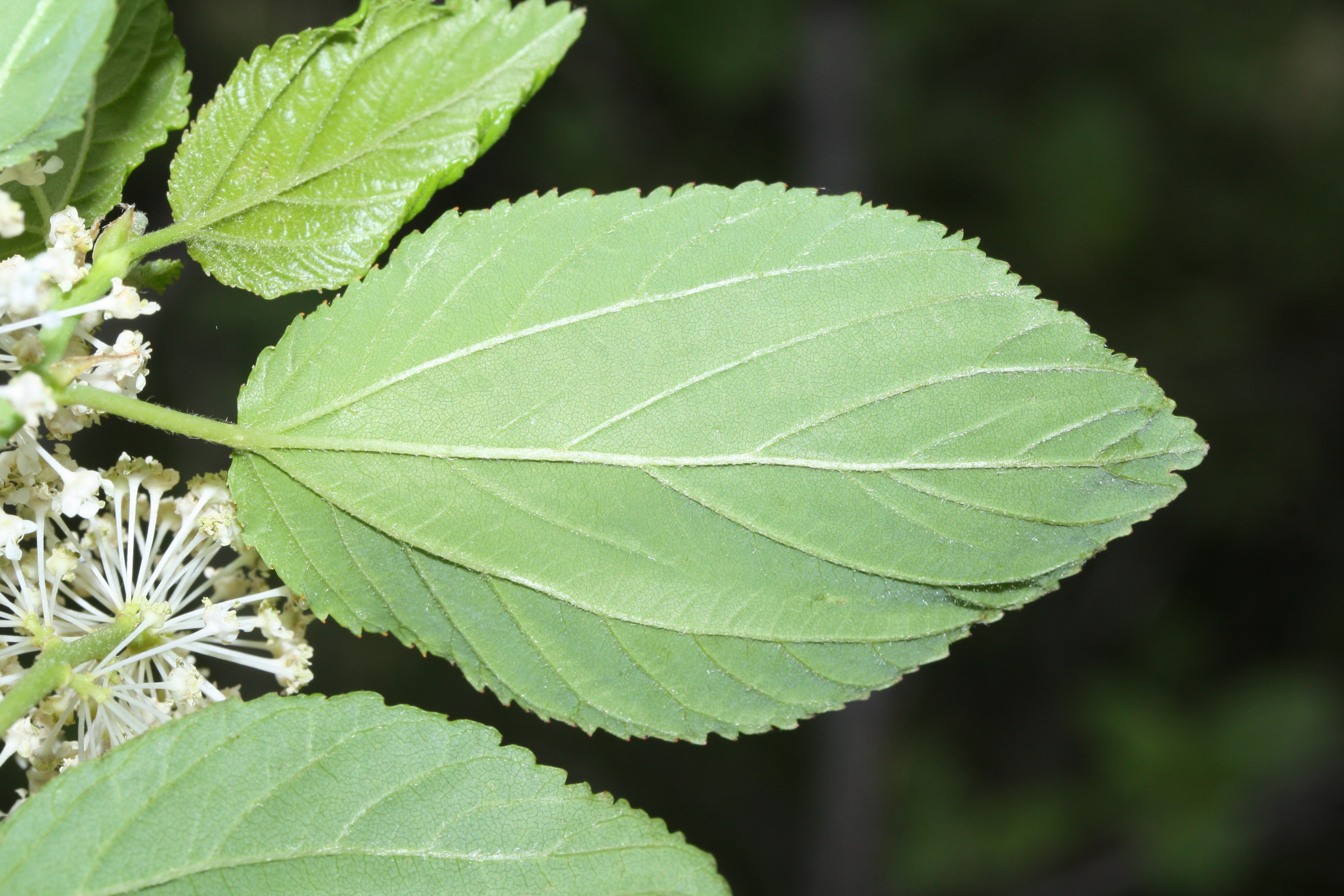
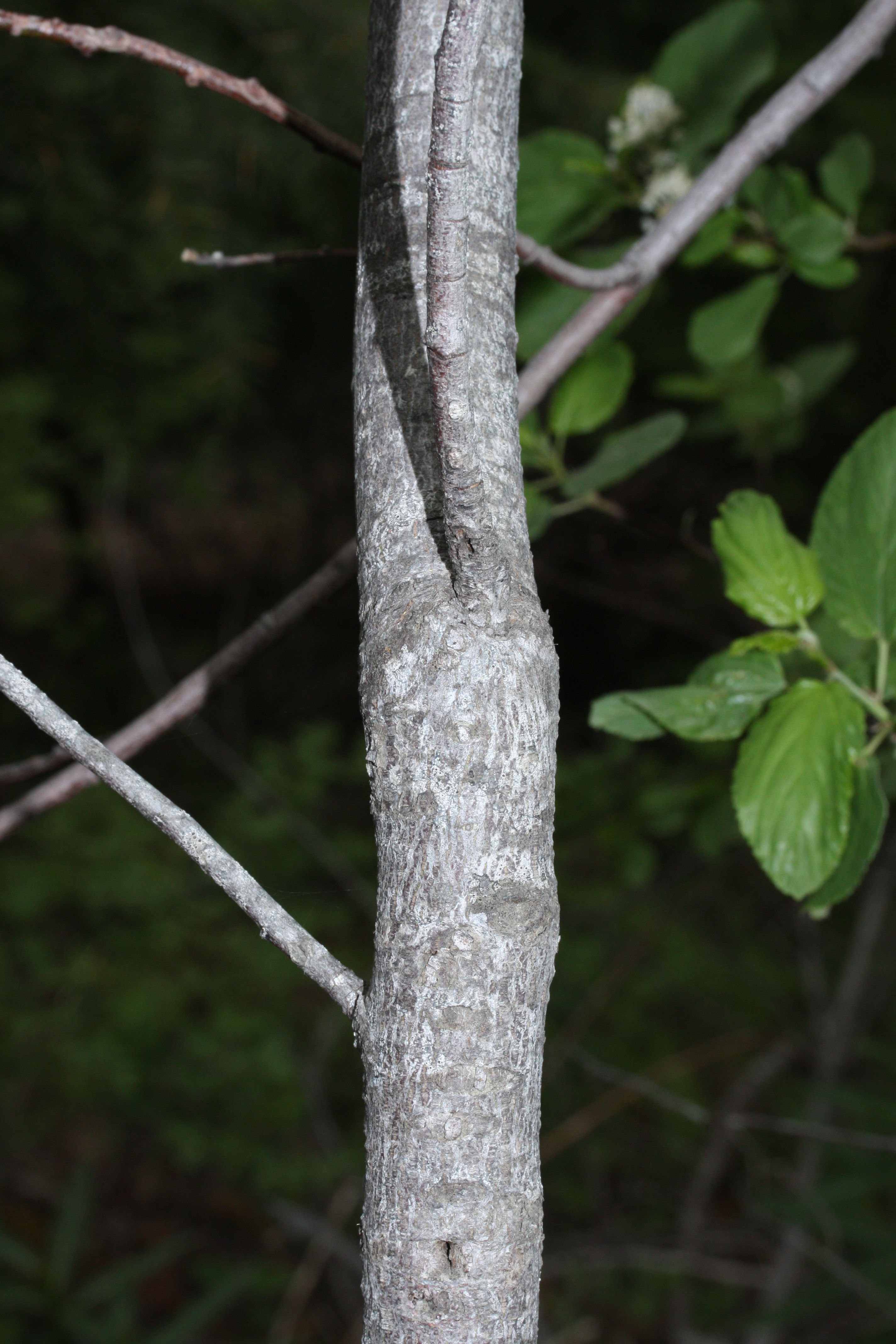
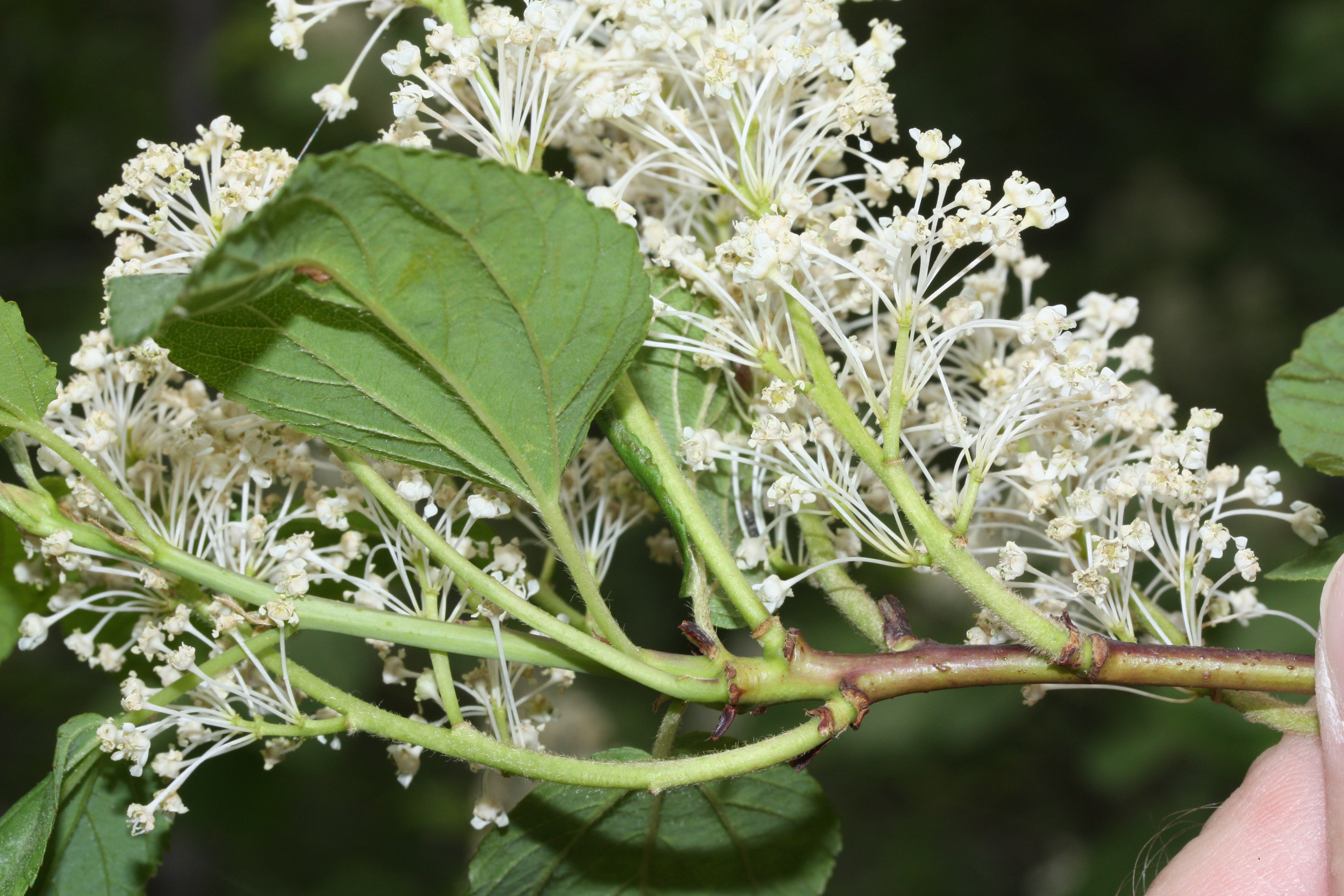